# Pseudomysis
Pseudomysis är ett släkte av kräftdjur. Pseudomysis ingår i familjen Mysidae.
Kladogram enligt Catalogue of Life:
| Pseudomysis | \| \| Pseudomysis abyssi \| \| \| \| \| \| Pseudomysis dactylops \| \| \| \| |
|             | \| \| Pseudomysis abyssi \| \| \| \| \| \| Pseudomysis dactylops \| \| \| \| |
|             | Pseudomysis abyssi                                                           |
|             |                                                                              |
|             | Pseudomysis dactylops                                                        |
|             |                                                                              |